# Corambe evelinae
Corambe evelinae är en snäckart som beskrevs av Ernst Marcus 1959. Corambe evelinae ingår i släktet Corambe och familjen Corambidae. Inga underarter finns listade i Catalogue of Life.